# Gdow
Gdow (ros. Γдов, est. Oudova) – miasto w Rosji, u ujścia rzeki Gdowki do jeziora Pejpus, na północ od Pskowa.

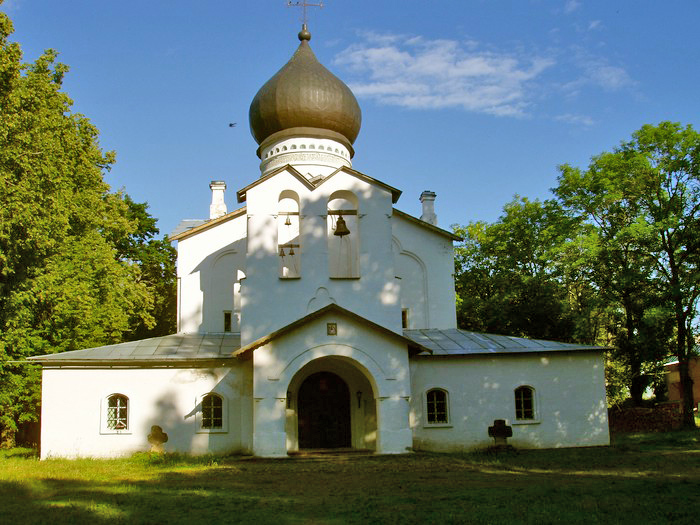
Sobór Ikony Matki Bożej „Władająca”

Założone w XIV wieku jako wysunięta placówka dla Pskowa; w latach 1431–1434 wybudowano tam fortecę, której ruiny można oglądać do dziś. Atakowana kilkakrotnie przez Szwedów i Polaków w czasie kilku toczących się tu wojen (m.in. rosyjsko-szwedzkich 1590–1595, i 1610–1617), ostatecznie od 1617 w granicach Rosji. Prawa miejskie od 1780.